# Slimonia
Genre
Slimonia est un genre fossile d'arthropodes de la famille des Slimonidae (ordre des Eurypterida) ayant vécu en Europe et aux Amériques au cours du Silurien il y a entre −436 et −412,3 Ma (millions d'années).
C'est le cousin des célèbres Pterygotus, qui eux ont vécu à l'Ordovicien, et Jaekelopterus (du Dévonien).
Il s'agit d'un grand arthropode, car l'espèce type Slimonia acuminata mesurait 1 mètre de long.

## Description

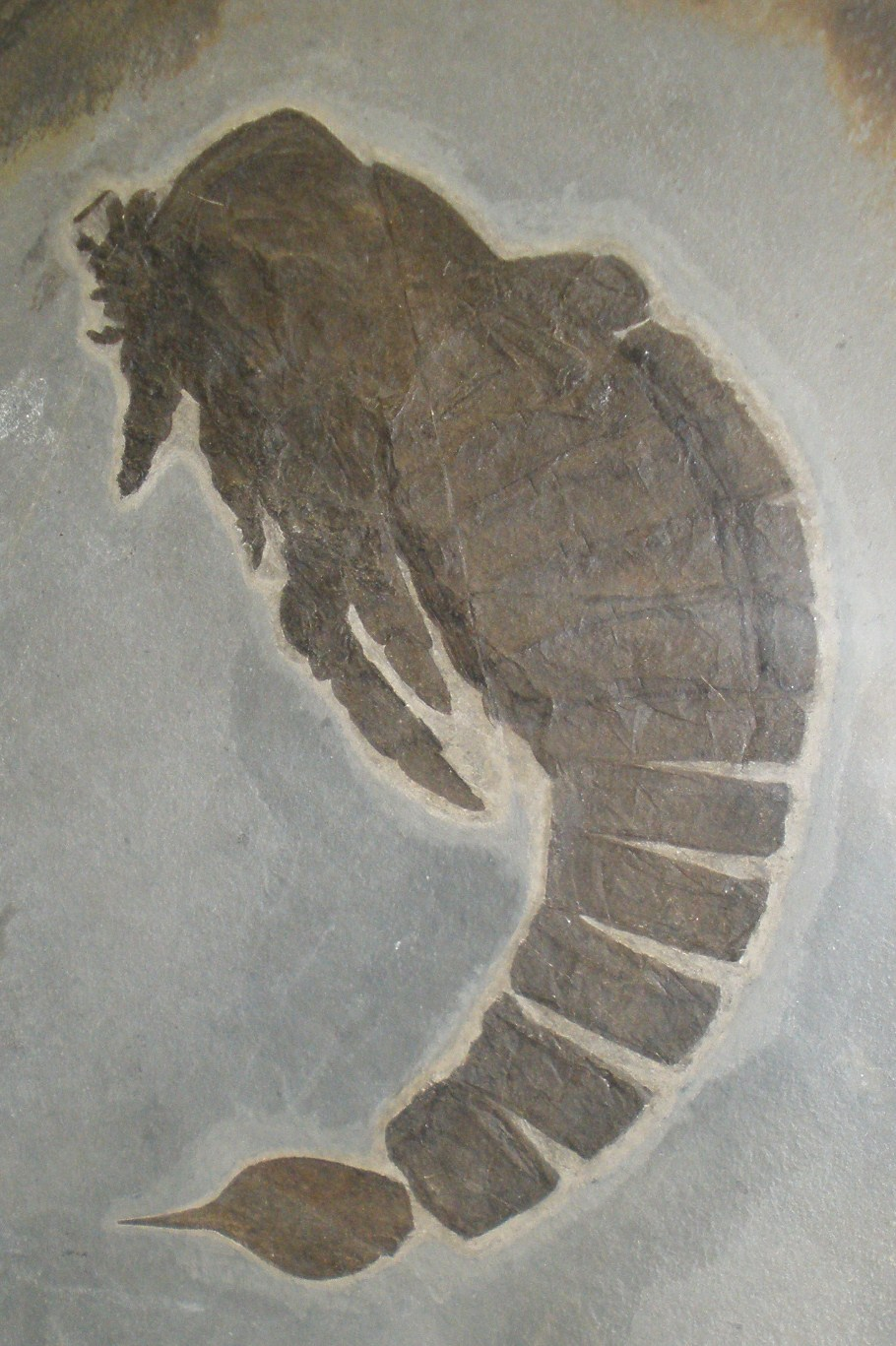
Fossile de S. acuminata.

Slimonia n'avait pas de pince, ce que nous montre les fossiles de cet arthropode, on pense alors qu'il fonçait sur ses proies afin de se nourrir[réf. nécessaire]. Il vivait dans des eaux douces où il passait son temps à se reproduire et à chasser.

## Liste des espèces
Selon BioLib (26 novembre 2024) :
- † Slimonia acuminata Salter, 1856
- † Slimonia dubia Laurie, 1899

## Systématique
Le nom valide complet (avec auteur) de ce taxon est Slimonia Page (d), 1856.